# Reykjarfjörður á Ströndum
Reykjarfjörður á Ströndum ist ein Fjord auf der Ostseite der Westfjorde in Island.
Der Fjord liegt südlich der Bucht Trékyllisvík und der Halbinsel Reykjanes und nördlich des Fjords Veiðileysa. Hier gab es drei kleine Dörfer: 
- Kúvikur am Südufer ist jetzt verlassen und war früher der Handelsplatz der Umgebung.
- Djúpavík liegt 4 km westlich, wo in der ersten Hälfte des 20. Jahrhunderts intensiv Heringsfang betrieben wurde. Jetzt gibt es hier ein abgelegenes Hotel in einem Gebäude der alten Heringsfabrik.
- Gjögur im Nordosten am Sætrafjall. Hier wurden Haie gefangen und verarbeitet. Jetzt ist hier ein Flugplatz.

Der Strandavegur (Straße 463) umrundet den Reykjarfjörður zum großen Teil. Diese Straße wurde 1965 eröffnet, ist nicht asphaltiert und im Winter oft unbefahrbar. Rund um den Fjord gibt es einige Sommerhäuser und verlassene Höfe.
Der Beiname á Ströndum (isl. „an den Stränden“, gemeint ist der frühere Bezirk Strandasýsla bzw. die Küstenregion Strandir) dient zur Unterscheidung vom Reykjarfjörður nyrðri („nördlichen Reykjarfjörður“), der gut 40 km nördlich im Bezirk Norður-Ísafjarðarsýsla liegt. Weitere Fjorde mit demselben Namen sind der Reykjarfjörður im Arnarfjörður auf der Westseite der Westfjorde und Reykjarfjörður im Ísafjarðardjúp. Alle vier gleichnamigen Fjorde liegen in den Westfjorden.